# La danza de la realidad
La danza de la realidad (bra A Dança da Realidade) é um filme chileno de 2013, dirigido por Alejandro Jodorowsky, que conta a vida do pai do diretor. Trata-se uma autobiografia, musical, fantástico e de drama com a participação de Brontis Jodorowsky, Pamela Flores e Jeremias Herskovits, além do próprio diretor. É o primeiro filme do diretor em 23 anos. O filme, exibido em 2003 no Festival de Cannes, é uma adaptação de uma obra homônima de Jodorowsky, publicada em espanhol em 2001.

## Enredo
O jovem Alejandro (Jeremías Herskovits) vive com seus pais judaico-ucranianos Jaime (Brontis Jodorowsky) e Sara (Pamela Flores) na cidade deTocopilla, Chile. Jaime é comunista que trabalhou para Stalin e cria seu filho de modo severo. Ele pretende assassinar o então presidente de extrema direitaCarlos Ibáñez del Campo (Bastian Bodenhofer). Para aproximar-se do presidente, Jaime consegue o emprego de cuidador do seu amado cavalo, Bucephalus. Assim que Jaime tem Ibáñez na sua mira, suas mãos ficam paralisadas. Então, ele começa uma longa jornada, é capturado pelos nazistas e torturado. Porem, rebeldes o libertam e ele consegue retornar para a família em Tocopilla. Então, as mãos de Jaime se curam após sua mulher comentar que "Você encontrou em Ibáñez tudo que admirava em Stalin. Você é a mesma coisa que eles! Você tem vivido sob o disfarce de um tirano" Então, com as mãos curadas, ele viaja com sua família para outra cidade.

## Cast
- Brontis Jodorowsky como Jaime
- Pamela Flores como Sara
- Jeremías Herskovits como Alejandro jovem
- Alejandro Jodorowsky como Alejandro velho
- Bastián Bodenhöfer como Carlos Ibáñez
- Andrés Cox como Don Aquiles
- Adán Jodorowskycomo Anarquista
- Cristóbal Jodorowsky como Theosophist[5]